# Guillermo Mendoza
Guillermo Mendoza (nascido em 25 de junho de 1945) é um ex-ciclista olímpico mexicano. Mendoza representou sua nação nos Jogos Olímpicos de Verão de 1968.